# 大城第二駅
大城第二駅（だいじょうだいにえき）は、かつて福岡県直方市中泉にあった、鉄道省（省鉄）伊田線の貨物駅（廃駅）である。貨物支線の廃線に伴い、1923年（大正12年）5月31日に廃駅となった。

## 歴史
- 1900年（明治33年）9月9日：九州鉄道により開業[1]。
- 1907年（明治40年）7月1日：九州鉄道国有化[1]。
- 1923年（大正12年）5月31日：貨物支線の廃線に伴い廃止[1]。

## 隣の駅
運輸省（省鉄）
伊田線（貨物支線）
大城第二分岐点 - （貨）大城第二駅